# Scott Booth
Scott Booth (Aberdeen, 1971. december 16. –) skót válogatott labdarúgó. Pályafutása során skót, német és holland klubokban fordult meg.
A Skót labdarúgó-válogatott tagjaként részt vett az 1996-os labdarúgó-Európa-bajnokságon és az 1998-as labdarúgó-világbajnokságon.

## Sikerei, díjai

### Játékosként
- Aberdeen
  - Skót ligakupa: 1995–96
- Borussia Dortmund
  - Interkontinentális kupa: 1997
- Vitesse
  - Holland kupa: 2000–01